# Яструб рудошиїй
Яструб рудошиїй (Accipiter erythrauchen) — хижий птах роду яструбів родини яструбових ряду яструбоподібних. Ендемік Молуккських островів.

## Опис
Довжина тіла птаха 26–35 см, розмах крил 47–65 см, середня вага 156 г. Виду притаманний статевий диморфізм.
Рудошиїй яструб має міцний дзьоб, дуже довгі ноги, загостреної форми крила, короткий хвіст. У дорослих птахів верхня частина тіла може бути від темно-сірого до чорного кольору. На плечах характерний темно-червоний комірець. На білому горлі є темні плямки. Нижня частина тіла світло-сіра. Груди рожевуваті. У самок верхня половина тіла темніша, а нижня — світліша. Верхня половина тіла у молодих птахів темно-коричнева, з помітним червоним комірцем.

## Поширення й екологія
Рудошиїй яструб є ендеміком Молуккських островів. Він населяє первинні тропічні ліси, як рівнинні, так і гірські, на висоті до 1400 м над рівнем моря. Він рідко мешкає в місцях людської активності.

## Таксономія
Виділяють два підвиди рудошийого яструба:
- A. e. erythrauchen G. R. Gray, 1861, номінативний підвид, що мешкає на північних Молуккських островах;
- A. e. ceramensis (Schlegel, 1862), мешкає на Серамі, Буру і сусідніх островах півдня.

Крім рудошийого яструба, на Моллукських островах мешкають молуцькі, папуанські, мінливі та тасманійські яструби. Їх легко відрізнити від рудошийого яструба.

## Раціон
Здебільшого рудошиї яструби полюють на невеликих птахів. Їхньою улюбленою жертвою є червоні лорі.

## Розмноження
Науковці мають обмаль знань про розмноження цього виду яструбів. Вони відкладають яйця в травні, а у вересні пташенята покидають гнізда.

## Збереження
З 2014 року МСОП вважає стан виду близьким до загрозливого. Вважається, що в природі залишилось від 670 до 6700 птахів цього виду. Вони дуже чутливі до вирубування лісів, і їхня популяція, імовірно, зменшується.

## Linki zewnętrzne
- Accipiter erythrauchen. eBird (англ.). Cornell Lab of Ornithology.